# Шнайдер, Роберт (журналист)
Роберт Шнайдер (нем. Robert Schneider; 1976, Лейпциг) — немецкий журналист. С 1 марта 2016 года — главный редактор журнала Focus.

## Биография
Роберт Шнайдер — сын каменщика и воспитательницы детского сада. Первые четыре года он провел в Магдеборне, деревне с населением 3000 жителей, недалеко от Лейпцига, которая была   снесена для последующей добычи бурого угля в 1980 году. Его родители перебрались сначала   в Лейпциг, а затем в пригород Вахау. Шнайдер окончил среднюю школу и решил стать журналистом. Он начал с местного отделения Bild-Zeitung в Лейпциге.
Работал шеф-редактором в Superillu и Guter Rat.
В 2016 году был приглашён возглавить Focus, где сменил Йорга Квооса.
Роберт Шнайдер был дважды женат и дважды разводился. У него есть сын.